# Schloss Notzing

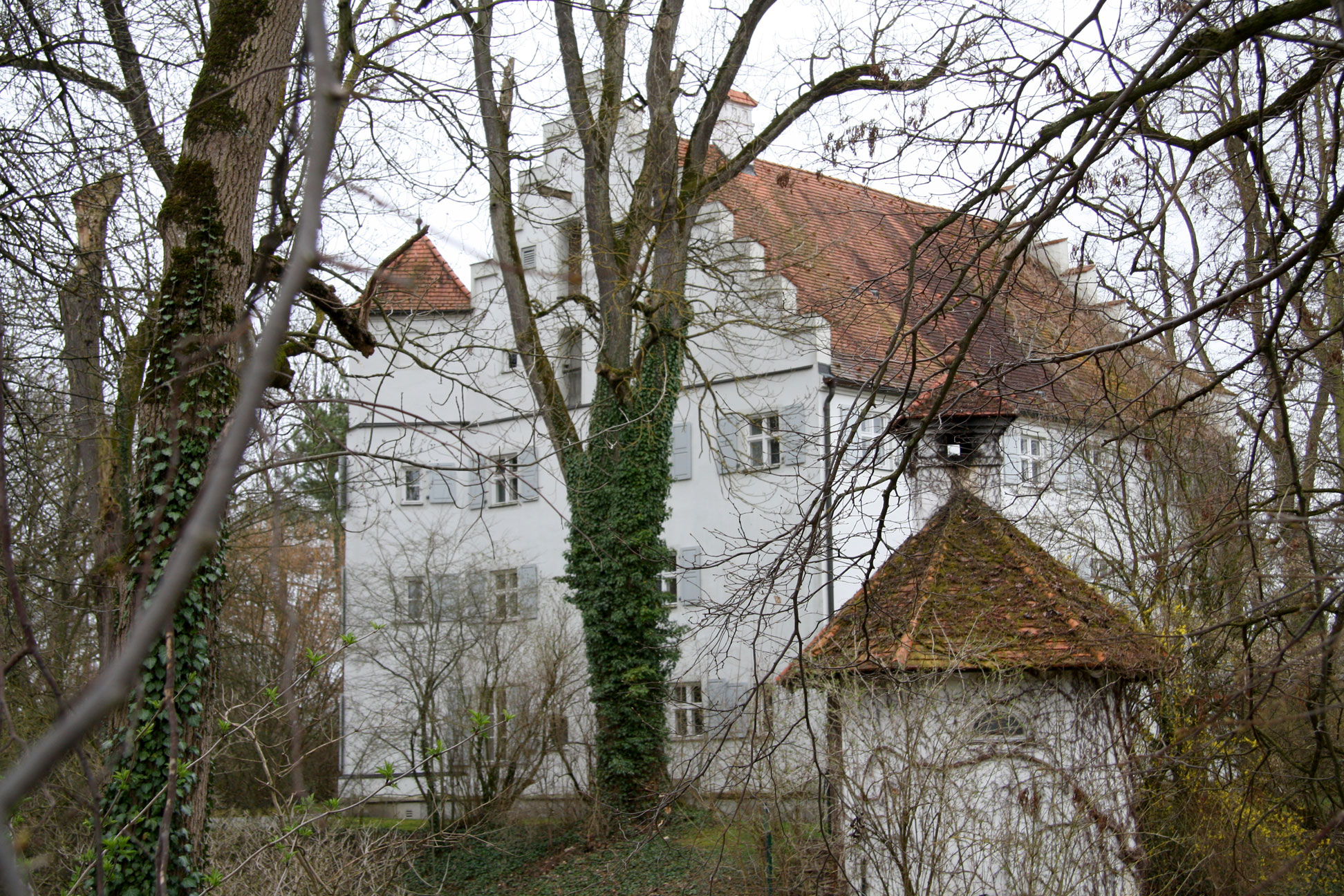
Schloss Notzing heute

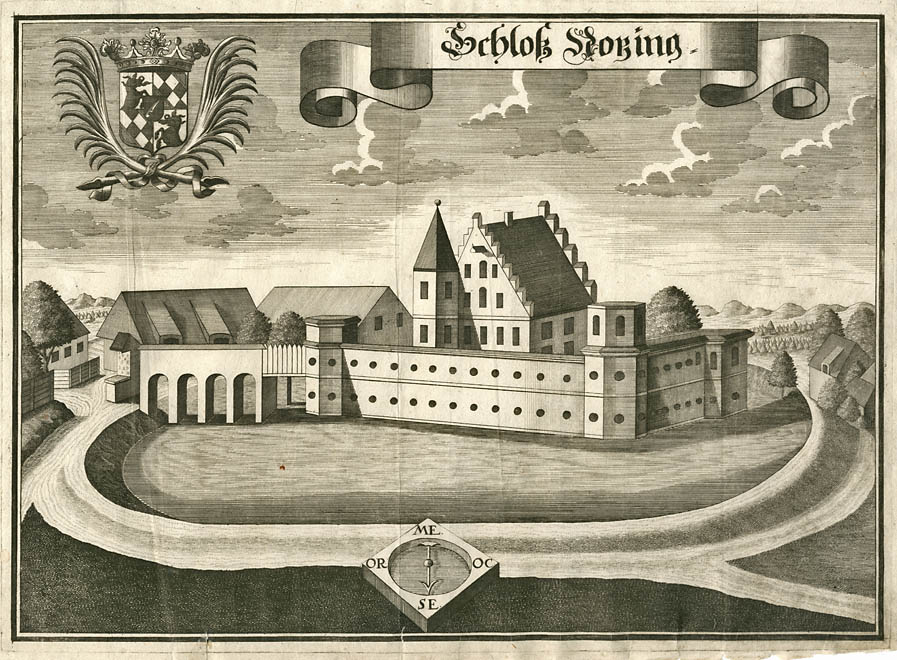
Schloss Notzing, Stich von Michael Wening, ca. 1700

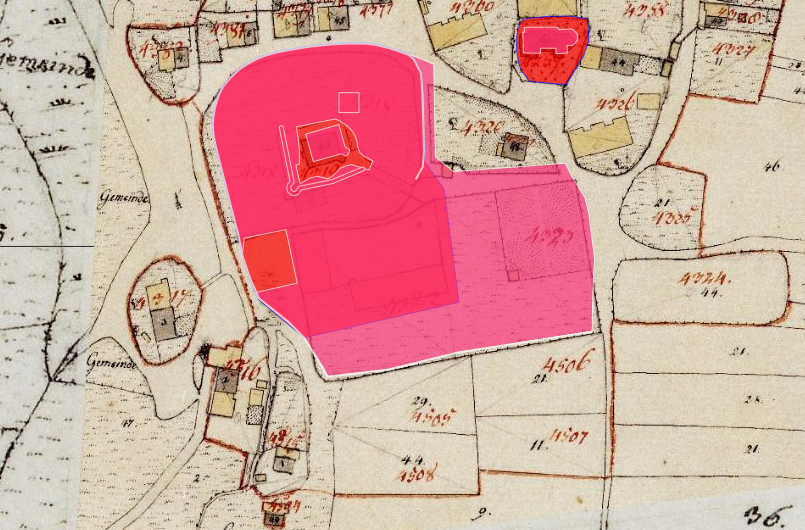
Lageplan von Schloss Notzing auf dem Urkataster von Bayern

Schloss Notzing ist ein Schloss im Gemeindeteil Notzing der oberbayerischen Gemeinde Oberding im Landkreis Erding. Die Anlage ist unter der Aktennummer D-1-77-133-8 als Baudenkmal von Notzing verzeichnet. „Untertägige mittelalterliche und frühneuzeitliche Befunde im Bereich von Schloss Notzing und seiner Vorgängerbauten mit abgegangenem Wirtschaftshof“ werden zudem als Bodendenkmal unter der Aktennummer D-1-7637-0404 geführt.

## Geographische Lage
Das Schloss liegt südwestlich von dem Hügel, auf dem sich die Kirche St. Nikolaus erhebt, in einem Park.

## Geschichte
Die jetzige Siedlung Notzing geht vermutlich auf das 6. bis 8. Jahrhundert zurück. Der Name leitet sich von einem Personennamen ab, der als „Nozo“ rekonstruiert wurde, und bedeutet so viel wie „bei den Leuten, der Sippe des Nozo“.
Urkundlich erwähnt wird der Ortsname erstmals in der Zeit des Bischofs Abraham von Freising (957–994), als in einer Urkunde ein Odalrih de Nozingun als Zeuge erwähnt wird. Die Familie ist wohl 1261 mit Thumhalt von Notzing ausgestorben. Das herzogliche Zehntlehen hatte 1347 der Erdinger Bürger Ulrich Fullsnicht inne und anschließend die Muschelrieder.
Durch Verkauf, Wiederkauf und Tausch kam die ehemalige Wasserburg aus dem 14. Jahrhundert um 1380 an Jörg Schrenk, Bürger aus München, Verwandten der Muschelrieder. Er war Mitglied eines schon 1269 erstmals urkundlich erwähnten patrizischen Münchner Rats- und Kaufmannsgeschlechts. Bartholomäus Schrenck (* 1450; † 1519) war Vertreter der Stadt und Rat von Herzog Albrecht IV. von Bayern. Bis 1519 überließ er Notzing der reichen Tiroler Bergwerksfamilie Hofer zu Urfarn. Wolf Hofer hat das Schloß von Grund auf erneuert und dürfte der Erbauer des heutigen Dorfkerns sein. Mit dem Eintritt in die herzoglich bayerischen Dienste während des 16. Jahrhunderts, gelang den Schrenk der Übergang vom städtischen Bürgertum zum Landadel, der 1625 seinen Abschluss fand. Schon 1408 hatte Michael Schrenck († 1429) das Münchener Bürgerrecht aufgegeben und wurde als Landsasse, wegen des ererbten Besitzes zu Notzing, Mitglied der Ritterschaft in Bayern-Landshut. In der ersten Hälfte des 16. Jahrhunderts verlor die Familie das Stammhaus Notzing. Trotzdem erhielten Angehörige 1575 eine Reichsadelsbestätigung als Schrenck von Notzing.
1528 war der Besitz über die weibliche Linie an Wolf Rosenbusch gekommen. Wieder durch Heirat kam das Gut an Baron Rauber, der als Erben Franz Christoph II. Freiherr Segesser von Brunegg (1742–1812) aus einem schweizerischen Adelsgeschlecht einsetzte. Seine Tochter Carolina heiratete 1833 den Generalmajor und königlichen Kämmerer Freiherr Jakob von Washington. 1846 verkauften die Washingtons den Besitz und es folgten rund ein Dutzend neuer Besitzer, bis das Schloss 1912 an den Bankier Edgar Ladenburg kam, der 1939 von den Nationalsozialisten enteignet wurde. 1946 erfolgte im Zuge der Wiedergutmachung die Rückgabe an die Erben, die Familie Rosewick aus Stuttgart.

## Baubeschreibung
Das Schloss ist eine ehemalige Wasserburg, ein rechteckiger Bau mit einem Grundriss von etwa 15 × 20 Meter, aus der zweiten Hälfte des 14. Jahrhunderts. Die Zufahrt erfolgt vom Osten über eine Brücke, die den ehemaligen Wassergraben überquert. Ost- und Westgiebel des Schlosses sind als Stufengiebel gebildet. An der Südostseite steht ein kleiner Turm.

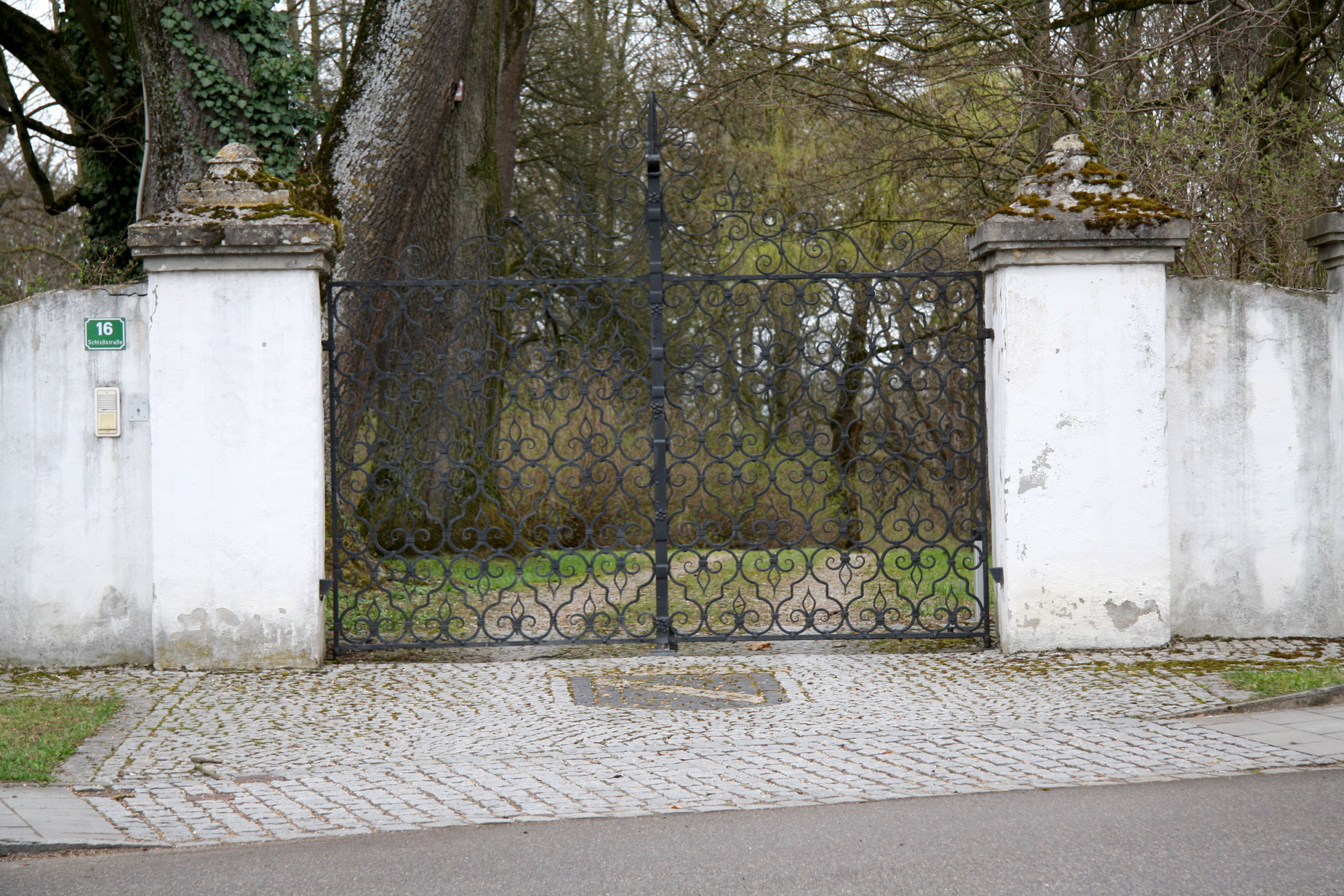
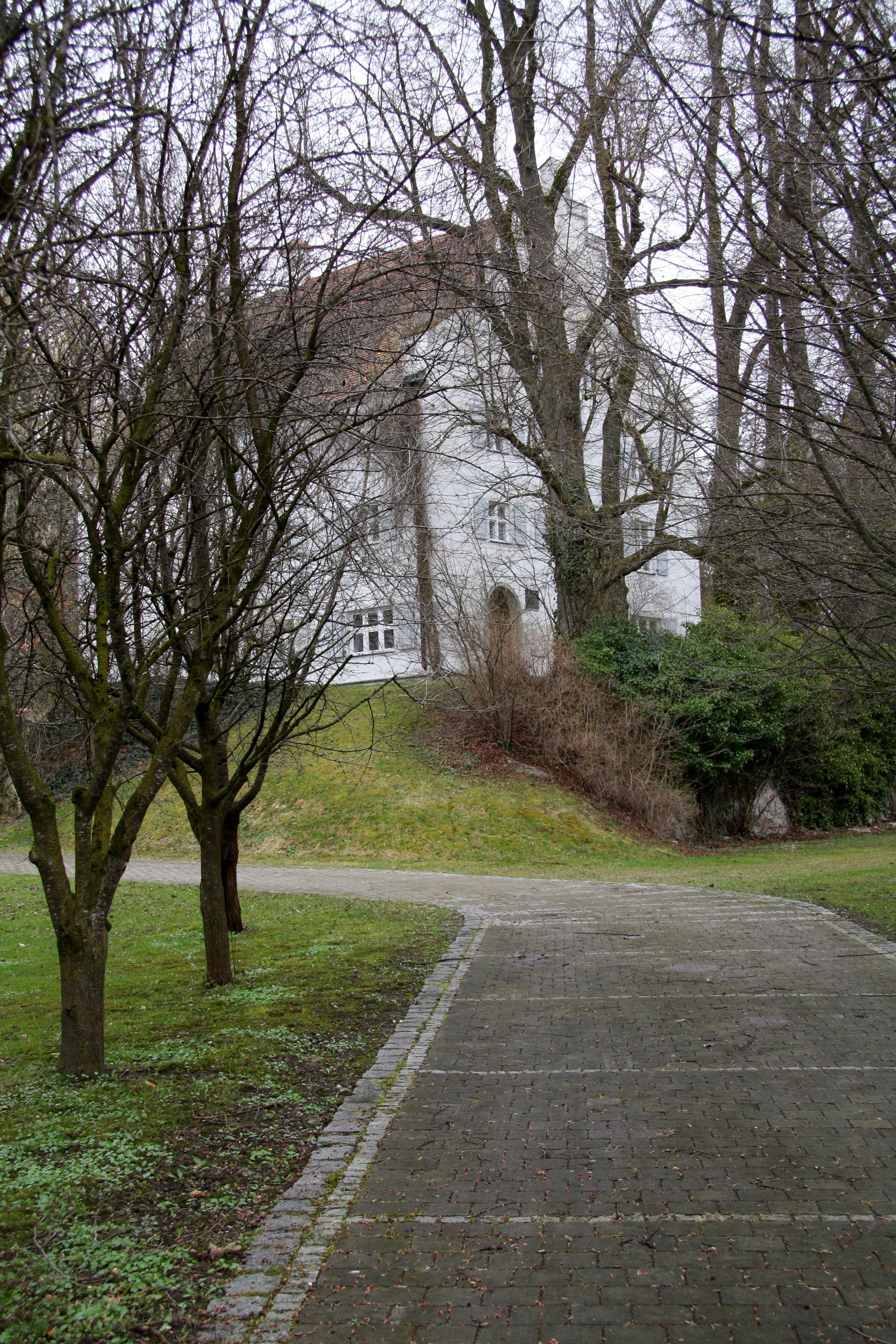
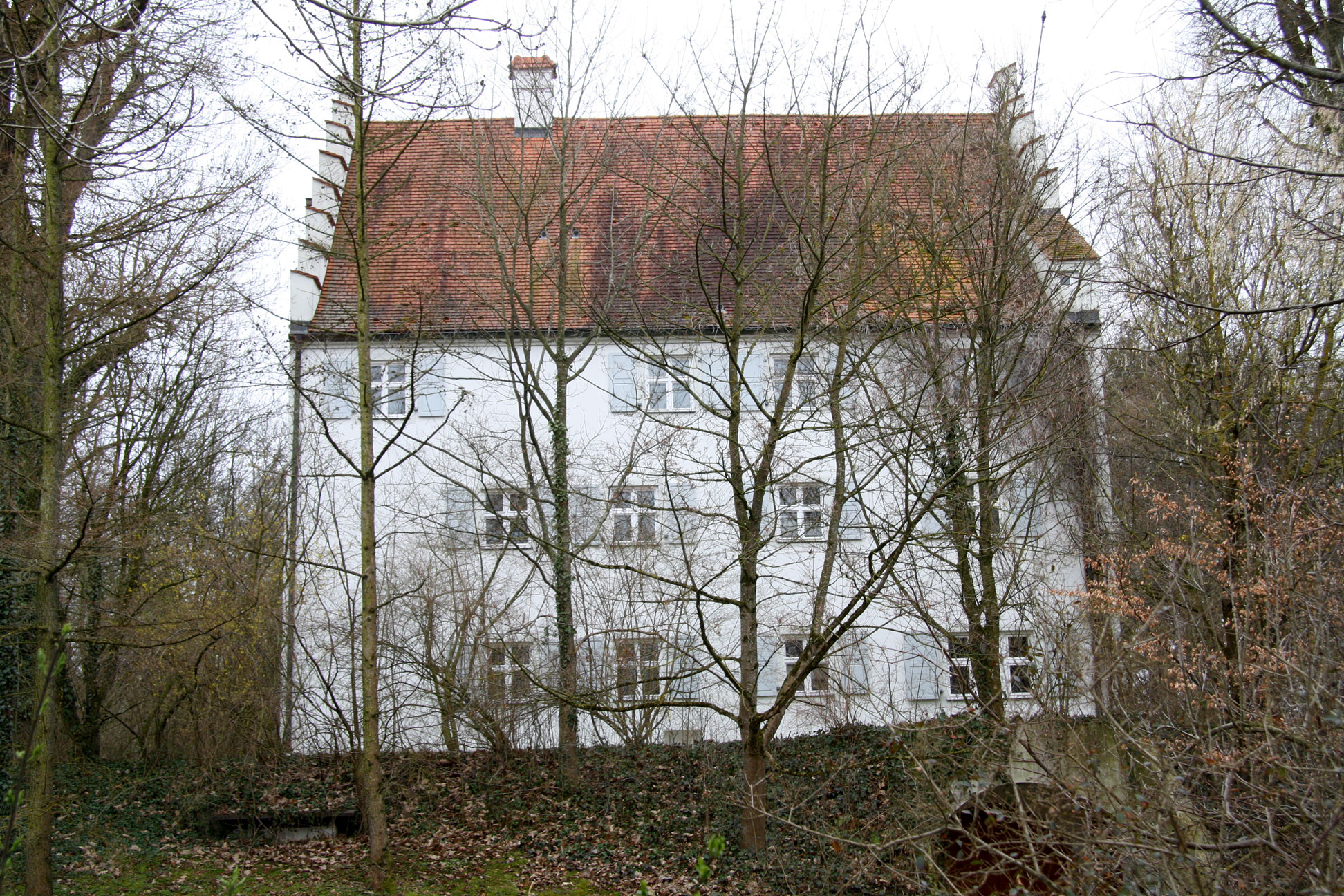
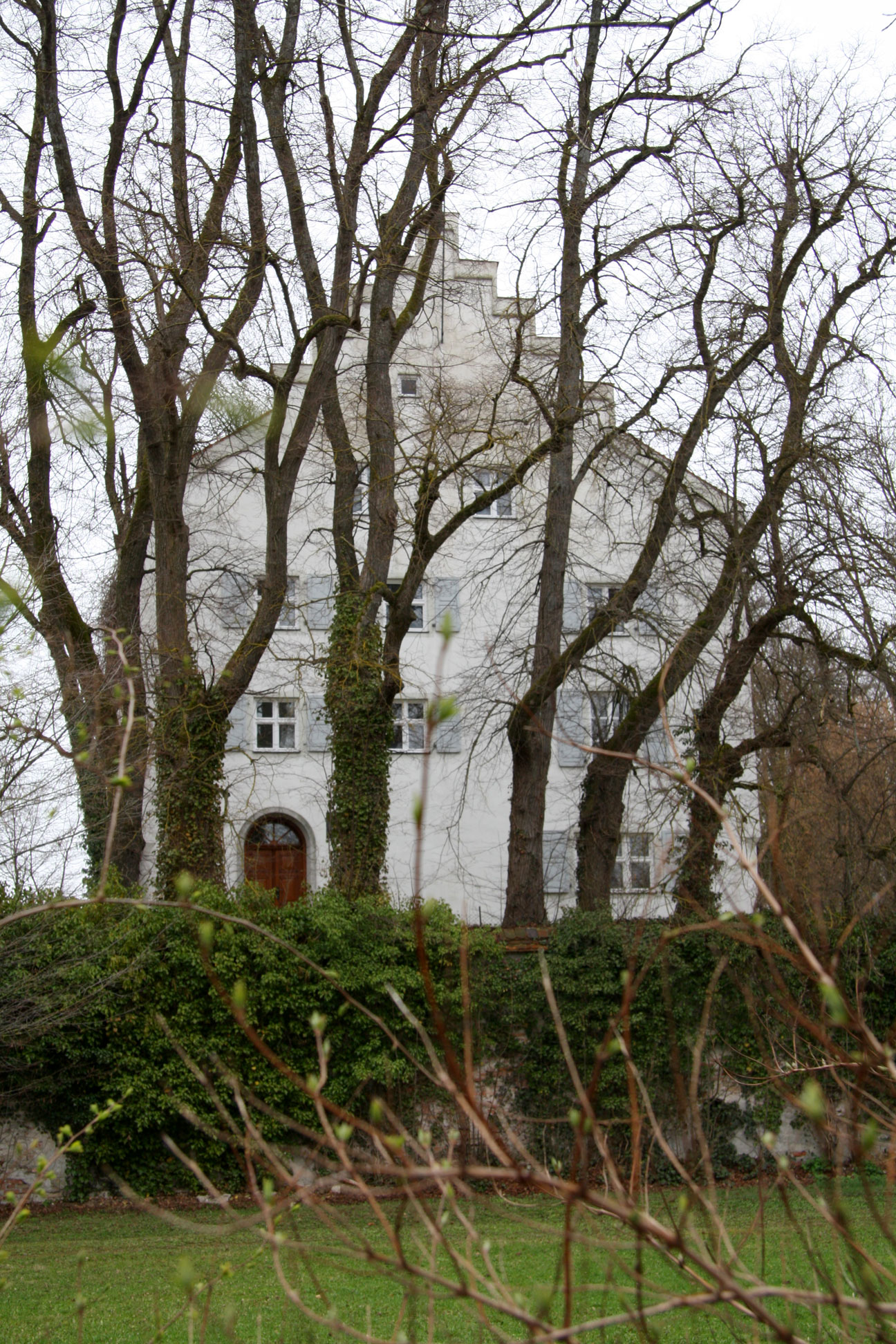
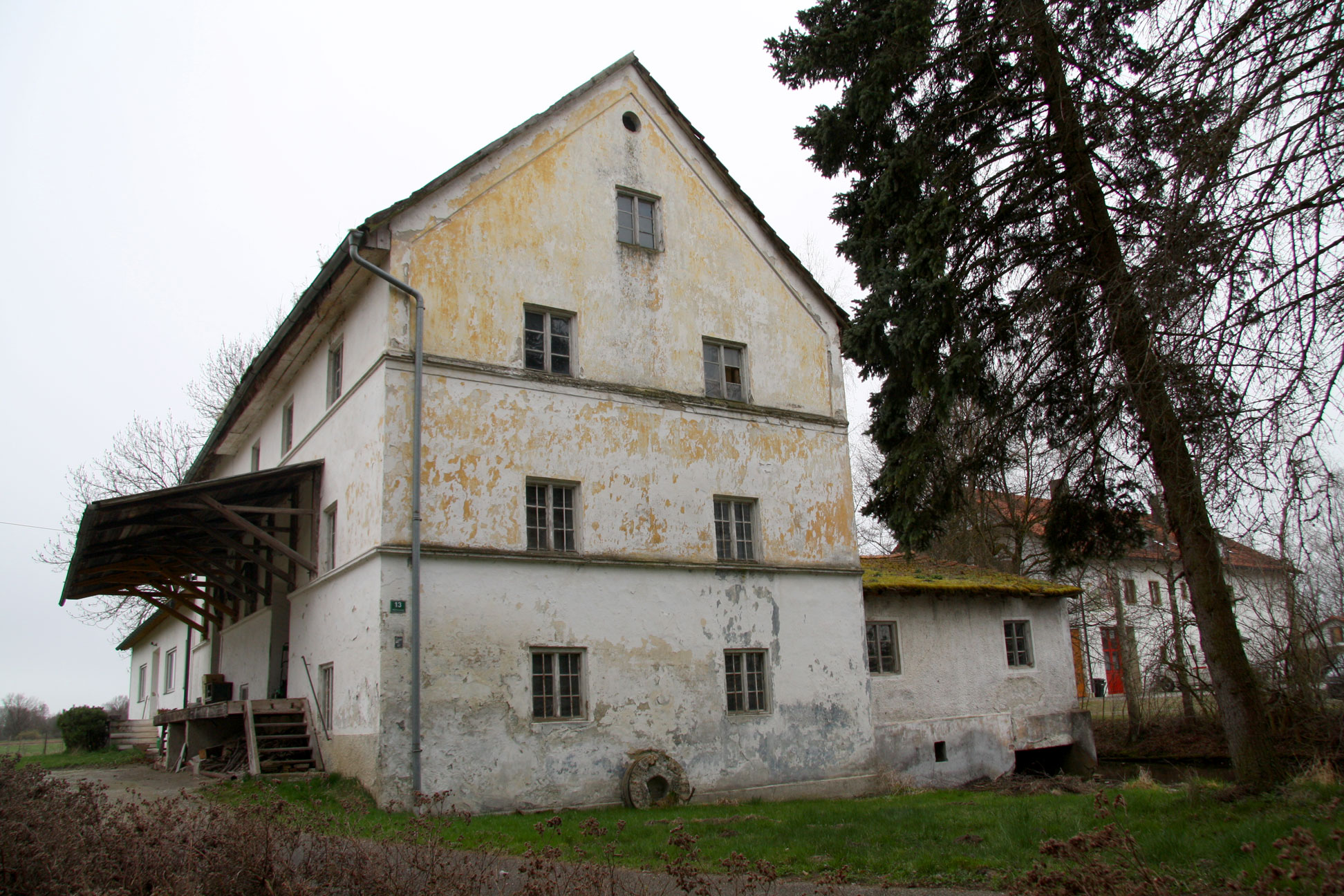
Schlossmühle